# Grandcour
Pour l’article ayant un titre homophone, voir Grandcourt.
Grandcour est une commune suisse du canton de Vaud, située dans le district de la Broye-Vully. Citée dès 1212, elle fait partie du district de Payerne entre 1803 et 2007. La commune est peuplée de 1 000 habitants en 2022. Son territoire, d'une surface de 1 023 hectares, se situe entre la Broye et le canal de la Petite Glâne, près du lac de Neuchâtel.

## Histoire
On trouve déjà des traces d'activité humaine remontant au Néolithique, dans la région de Chevroux, sur la rive du lac de Neuchâtel. Villa, qui deviendra Grandcour-la-Ville, se situe à un kilomètre au sud du village actuel. Au Xe siècle, une nouvelle ville forte avec château et église est construite. Vers 1200, les premiers seigneurs connus sont les Prangins. Grandcour est une possession de Louis Ier de Vaud en 1293. La châtellenie de Grandcour s'étend alors sur une partie du Vully. Le village dépend ensuite de Grandson. Les seigneurs importants sont Humbert, le bâtard de Savoie, Georges de Rive, les Diesbach de Fribourg et les Labat de Genève. Dépendant du bailliage d'Avenches dès 1536, Grandcour forme ensuite une baronnie gérée par un Conseil des Douze. La commune fait partie du district de Payerne entre 1803 et 2007, puis du district de la Broye-Vully. Il y a un hôtel de ville dès 1536, un château classique dès 1738 et un collège dès 1903. L'église Saint-Nicolas, construite avant le XVe siècle, est rénovée en 1946. La plus ancienne société de tir du canton, la Milice bourgeoise, est fondée en 1381.

### Origine du nom
Grandcour vient du latin cortis qui signifie un domaine ou une propriété rural. Grandcort, le premier nom connu en 1212, signifie donc grand domaine.

### Héraldique
| Blason de Grandcour | Blason  | Palé de six pièces, argent et azur, à la bande brochant de gueules chargée de trois coquilles d'or posées en bande. Le premier pal d'azur chargé en chef d'une molette à cinq rais d'or |
| Blason de Grandcour | Détails | Les armoiries de la commune reprennent celles de Guillaume de Grandson. Les armoiries de la commune sont adoptées et approuvées par le canton de Vaud.                                  |

## Géographie
La surface totale de la commune de Grandcour représente 1 023 hectares qui se décomposent en : 69 ha de surfaces d'habitats et d'infrastructures, 806 ha de surfaces agricoles, 147 ha de surfaces boisées et enfin 1 ha de surfaces improductives (lacs et cours d'eau par exemple). Dans le détail en 2004, les aires industrielles et artisanales représentent 0,29 % du territoire communal, les maisons et bâtiments 3,42 %, les routes et infrastructures de transport 2,93 %, les zones agricoles 69,21 % et les zones arboricoles et viticoles 1 %[réf. nécessaire].

Photo aérienne (1946).

Jusqu'à sa dissolution, la commune faisait partie du district de Payerne. Depuis le 1er janvier 2008, elle fait partie du nouveau district de la Broye-Vully. Elle a des frontières communes avec Chevroux, Corcelles-près-Payerne et Payerne dans le canton de Vaud ainsi qu'avec Estavayer, Gletterens et Vallon dans le canton de Fribourg.
Le territoire communal s'étend au nord du plateau suisse, entre la Broye et le canal de la Petite Glâne. La frontière orientale de la commune est marquée par la forêt de Laret à laquelle succède la zone située au nord du village comprenant les forêts du bois de la Rombu, du bois de Prahens et du bois des Râpes ; jusqu'au ruisseau de Robin qui s'écoule ensuite directement jusqu'au lac de Neuchâtel. La commune s'étend ensuite à l'ouest où elle se termine à la forêt de Moraye. Le point culminant de la commune se trouve à Bellevue, à 502 mètres d'altitude.
En plus du village de Grandcour, la commune comprend également les hameaux de Ressudens-Dessous, de Ressudens-Dessus, de Fin de Ressudens, de Chesard et de Sur la Vigne ainsi que plusieurs exploitations agricoles isolées.

## Population

### Gentilé et surnom
Les habitants de la commune se nomment les Grandcotis.
Ils sont surnommés les Borgnes,.

### Démographie
Grandcour compte 1 000 habitants en 2022. Sa densité de population atteint 98 hab./km2.
En 2000, la population de Grandcour est composée de 360 hommes (49,3 %) et 370 femmes (50,7 %). La langue la plus parlée est le français, avec 699 personnes (93,6 %). La deuxième langue est l'allemand (27 habitants ou 3,6 % de la population). Il y a aussi 14 lusophones (1,9 %). 706 habitants sont de nationalité suisse (94,5 %) et 41 sont étrangers (5,5 %). Sur le plan religieux, la communauté protestante est la plus importante avec 506 personnes (67,7 %), suivie des catholiques (125 ou 16,7 %). 45 personnes (6 %) n'ont aucune appartenance religieuse.
La population de Grandcour est de 716 habitants en 1850. Elle oscille depuis entre 650 et 800 habitants et est de 795 habitants en 2010. Le graphique suivant résume l'évolution de la population de Grandcour entre 1850 et 2010 :

## Politique
Lors des élections fédérales suisses de 2011, la commune a voté à 35,31 % pour l'Union démocratique du centre. Les deux partis suivants furent le Parti socialiste suisse avec 19,43 % des suffrages et le Parti libéral-radical avec 13,83 %.	
Lors des élections cantonales au Grand Conseil de mars 2011, les habitants de la commune ont voté pour le Parti libéral-radical à 42,07 %, l'Union démocratique du centre à 27,86 %, le Parti socialiste à 16,93 %, les Verts à 6,75 %, le Parti bourgeois démocratique, les Vert'libéraux à 6,25 % et Vaud Libre à 0,15 %.
Sur le plan communal, Grandcour est dirigé par une municipalité formée de 5 membres et dirigée par un syndic pour l'exécutif et un Conseil communal, composé de 30 élus, dirigé par un président et secondé par un secrétaire, pour le législatif.

## Économie
Jusque dans la seconde moitié du XXe siècle, l'économie locale était largement dominée par l'agriculture (en particulier les céréales, la betterave à sucre et le tabac) et les cultures fruitières qui représentent toujours une part importante des emplois locaux. Depuis ces dernières décennies, le village s'est développé avec la création de plusieurs quartiers résidentiels habités par des personnes travaillant principalement dans la région de Payerne ; cette transformation s'est accompagnée de la création de plusieurs petites entreprises locales (par exemple dans la construction et l'horticulture) ainsi que dans les services.
La commune compte également une boulangerie deux restaurants.

## Monuments

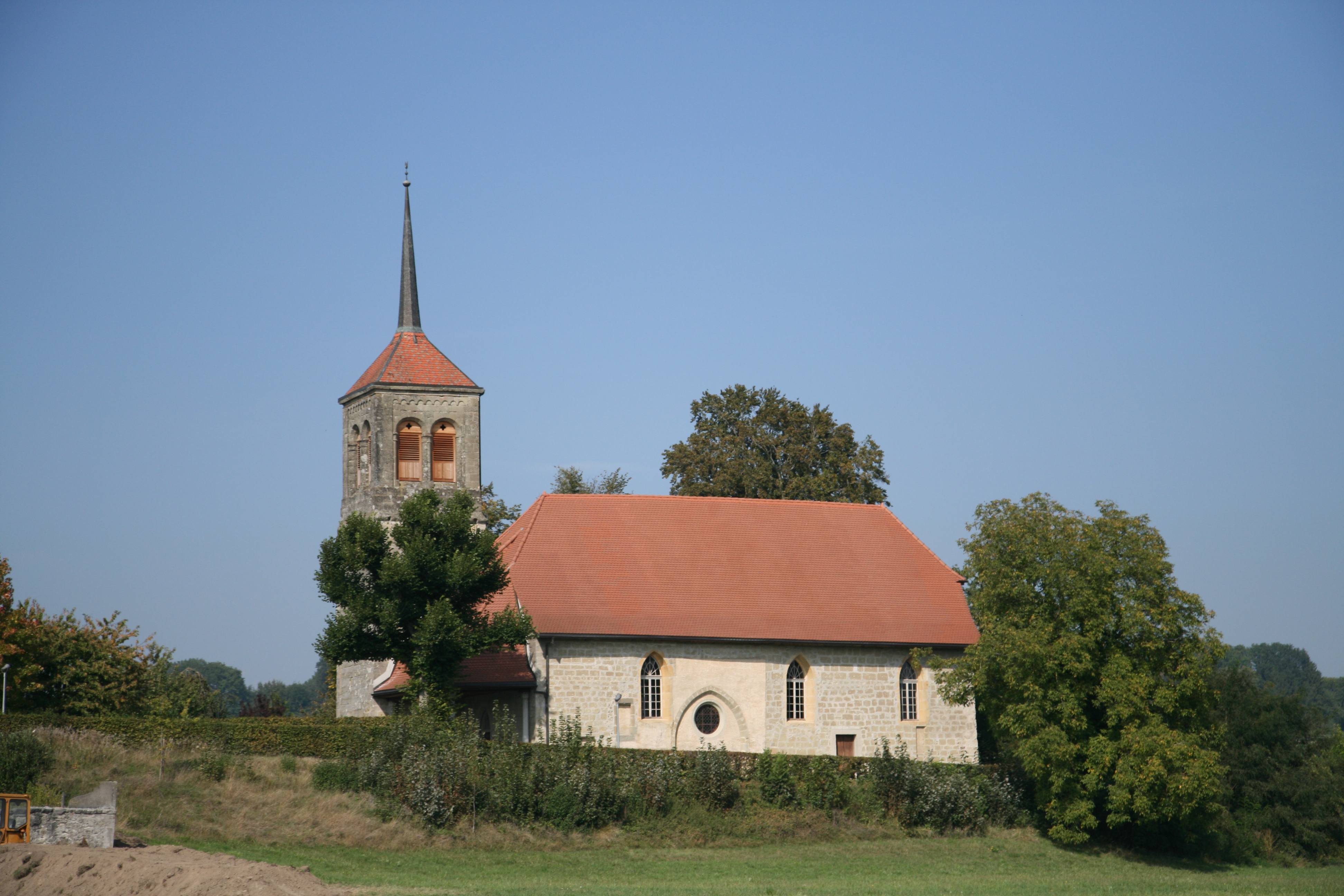
L'église réformée Notre-Dame de Ressudens.

Le château de Grandcour et l'église réformée Notre-Dame de Ressudens sont inscrits comme biens culturels suisse d'importance nationale, alors que le four à pain est répertorié comme bien culturel d'importance régionale dans la liste cantonale dressée en 2009. Tous ces monuments se trouvent dans le village de Grandcour, lui-même inscrit comme site ISOS.

## Transports
Au niveau des transports en commun, Grandcour fait partie de la communauté tarifaire fribourgeoise Frimobil. Le bus CarPostal faisant le parcours Payerne-Chevroux-Payerne s'arrête dans la commune. Le village est aussi desservi par les bus sur appel Publicar, qui sont un service de CarPostal. Finalement, une ligne de bus des Transports publics fribourgeois dessert la commune à destination de Domdidier.

## Vie locale
La commune de Grandcour compte plusieurs associations, parmi lesquelles un chœur d'hommes, une fanfare et une société de jeunesse, ainsi que des clubs de football et de ski.

## Sources
- (de) Cet article est partiellement ou en totalité issu de l’article de Wikipédia en allemand intitulé « Grandcour » (voir la liste des auteurs).